# Грегорин, Тея
Те́я Гре́горин (словен. Teja Gregorin; род. 29 июня 1980, Любляна) — словенская биатлонистка, бронзовый призёр Олимпийских игр 2014 года в гонке преследования.

## Спортивная карьера
Тея начала свою карьеру с лыжными гонками, в 1998—2003 годах выступая на соревнованиях FIS. Пиком карьеры словенки стал отбор и участие в сезоне-2001/02 в Олимпиаде. После этого она постепенно переключилась на биатлонные гонки.
Уже с первых стартов в Кубке Европы Грегорин смогла показывать не только относительно неплохую скорость на лыжне, но и смогла с минимумом непоражённых мишеней проходить огневые рубежи (так общая точность выстрелов на соревнованиях кубка мира в следующие годы стабильно превышала 80 %, а статистика выстрелов лёжа и вовсе стабильно была больше 90 %). После года на региональных соревнованиях, в сезоне-2003/04 Грегорин впервые была включена в состав словенской сборной в Кубке мира.
Выйти сразу же на хороший средний уровень не удаётся, но постепенно прогрессируя словенка всё чаще попадает в очковую зону на финише, а в сезоне-2005/06 впервые заканчивает год в числе тридцати сильнейших биатлонисток общего зачёта. С сезона-2003/04 же начинаются и первые выступления Теи за эстафетную команду. Не обходясь без провальных гонок, Грегорин, как правило, максимально чисто проходит огневые рубежи, являясь одной из опорных спортсменок при достижении результата командой. Трижды сборная с ней в составе финиширует на подиумных позициях (в том числе единожды — на чемпионате мира).
С годами общая стабильность результатов растёт и в личных гонках. Грегорин периодически финиширует в Top10 и даже на подиумах отдельных гонок, а также допускает всё меньше неудачных гонок по ходу сезона. В сезоне-2006/07 она впервые заканчивает год в Top20 общего зачёта Кубка мира, а через три года — в Top10. Лучшим результатом Грегорин в борьбе за малый хрустальный кубок по отдельным дисциплинам является пятое место в зачёте индивидуальных гонок в сезоне-2007/08.
Помимо основных соревнований, Грегорин является регулярной участницей чемпионатов мира среди военных (2-кратная чемпионка мира) и летних чемпионатов мира на лыжероллерах (2-кратная чемпионка мира, 4-кратный призёр подобных первенств).

### Допинг
26 октября 2017 года стало известно, что в результате перепроверки проб участников зимних Олимпийских игр 2010 года в Ванкувере, инициированной Международным олимпийским комитетом (МОК), в образцах, взятых у Грегорин 6 и 7 февраля 2010 года, был обнаружен метаболит GHRP-2 (гормон роста). Спортсменку немедленно отстранили от соревнований.
На следующий день сама Тея принесла извинения всем тем, кто мог пострадать из-за её действий.
19 декабря 2017 года Грегорин была признана виновной в нарушении антидопинговых правил. Все её результаты на Олимпиаде в Ванкувере (5-е место в масс-старте, 8-е — в эстафете, 9-е — в спринте и пасьюте, 36-е — в индивидуальной гонке) аннулированы.

## Сводная статистика в биатлоне

### Сезоны кубка мира
| Сезон   | ОЗ   | ИГЗ  | СЗ   | ГПЗ  | МСЗ  |
| ------- | ---- | ---- | ---- | ---- | ---- |
| 2003/04 | 70-я |      | 64-я | 60-я |      |
| 2004/05 | 41-я | 49-я | 53-я | 32-я | 38-я |
| 2005/06 | 24-я | 18-я | 27-я | 20-я | 28-я |
| 2006/07 | 12-я | 23-я | 11-я | 11-я | 11-я |
| 2007/08 | 15-я | 5-я  | 21-я | 14-я | 23-я |
| 2008/09 | 32-я | 15-я | 63-я | 28-я | 26-я |
| 2009/10 | 10-я | 22-я | 18-я | 9-я  | 11-я |
| 2010/11 | 8-я  | 12-я | 8-я  | 11-я | 7-я  |
| 2011/12 | 15-я | 8-я  | 16-я | 19-я | 11-я |
| 2011/12 | 13-я | 13-я | 15-я | 12-я | 6-я  |

### Лучшие гонки в кубке мира
| Дисциплина           | Место проведения | Сезон   | Результат |
| -------------------- | ---------------- | ------- | --------- |
| Индивидуальная гонка | Пхёнчхан         | 2008/09 | 2-я       |
| Спринт               | Ханты-Мансийск   | 2006/07 | 4-я       |
| Гонка преследования  | Хохфильцен       | 2012/13 | 4-я       |
| Масс-старт           | Хольменколлен    | 2011/12 | 3-й       |

### Эстафетные гонки за сборную
| Сезон   | Соревнование   | Дисциплина         | Место проведения   | Этап | Стрельба | Результат |
| ------- | -------------- | ------------------ | ------------------ | ---- | -------- | --------- |
| 2003/04 | Кубок мира     | Эстафета           | Контиолахти        | 2-й  | 4+0      | 7-й       |
| 2003/04 | Кубок мира     | Эстафета           | Хохфильцен         | 2-й  | 2+4      | 13-й      |
| 2003/04 | Чемпионат мира | Эстафета           | Оберхоф            | 2-й  | 0+0      | 10-й      |
| 2004/05 | Кубок мира     | Эстафета           | Оберхоф            | 2-й  | 0+0      | 3-й       |
| 2004/05 | Кубок мира     | Эстафета           | Рупольдинг         | 1-й  | 1+0      | 4-й       |
| 2004/05 | Чемпионат мира | Эстафета           | Хохфильцен         | 1-й  | 0+0      | 8-й       |
| 2004/05 | Чемпионат мира | Смешанная эстафета | Ханты-Мансийск     | 1-й  | 3+0      | 9-й       |
| 2005/06 | Кубок мира     | Эстафета           | Эстерсунд          | 1-й  | 1+0      | 4-й       |
| 2005/06 | Кубок мира     | Эстафета           | Хохфильцен         | 1-й  | 1+0      | 4-й       |
| 2005/06 | Кубок мира     | Эстафета           | Рупольдинг         | 1-й  | 1+0      | 3-й       |
| 2005/06 | Олимпиада      | Эстафета           | Чезана-Сан-Сикарио | 1-й  | 0+0      | 6-й       |
| 2005/06 | Чемпионат мира | Смешанная эстафета | Поклюка            | 1-й  | 6+2      | 7-й       |
| 2006/07 | Кубок мира     | Эстафета           | Хохфильцен         | 1-й  | 3+0      | 9-й       |
| 2006/07 | Кубок мира     | Эстафета           | Оберхоф            | 1-й  | 1+0      | 7-й       |
| 2006/07 | Кубок мира     | Эстафета           | Рупольдинг         | 1-й  | 5+0      | НФ        |
| 2006/07 | Чемпионат мира | Эстафета           | Разун-Антерсельва  | 1-й  | 1+0      | 4-й       |
| 2006/07 | Чемпионат мира | Смешанная эстафета | Разун-Антерсельва  | 1-й  | 2+0      | 4-й       |
| 2007/08 | Кубок мира     | Эстафета           | Хохфильцен         | 1-й  | 1+0      | 8-й       |
| 2007/08 | Кубок мира     | Эстафета           | Поклюка            | 4-й  | 2+0      | 5-й       |
| 2007/08 | Кубок мира     | Эстафета           | Рупольдинг         | 2-й  | 2+0      | 13-й      |
| 2007/08 | Чемпионат мира | Эстафета           | Эстерсунд          | 1-й  | 0+0      | 12-й      |
| 2007/08 | Чемпионат мира | Смешанная эстафета | Эстерсунд          | 2-й  | 0+0      | 9-й       |
| 2007/08 | Кубок мира     | Смешанная эстафета | Пхёнчхан           | 2-й  | 5+0      | 6-й       |
| 2008/09 | Чемпионат мира | Эстафета           | Пхёнчхан           | 1-й  | 3+0      | 12-й      |
| 2009/10 | Кубок мира     | Эстафета           | Эстерсунд          | 4-й  | 2+0      | 10-й      |
| 2009/10 | Кубок мира     | Эстафета           | Хохфильцен         | 1-й  | 0+0      | 7-й       |
| 2009/10 | Кубок мира     | Эстафета           | Оберхоф            | 1-й  | 3+0      | 8-й       |
| 2009/10 | Олимпиада      | Эстафета           | Ванкувер           | 4-й  | 1+0      | DSQ       |
| 2009/10 | Кубок мира     | Смешанная эстафета | Контиолахти        | 1-й  | 6+3      | НФ        |
| 2009/10 | Кубок мира     | Смешанная эстафета | Ханты-Мансийск     | 2-й  | 3+0      | 10-й      |
| 2010/11 | Кубок мира     | Смешанная эстафета | Поклюка            | 2-й  | 2+0      | 5-й       |
| 2010/11 | Кубок мира     | Смешанная эстафета | Преск-Айл          | 2-й  | 3+0      | 5-й       |
| 2010/11 | Чемпионат мира | Смешанная эстафета | Ханты-Мансийск     | 1-й  | 4+2      | 16-й      |
| 2011/12 | Кубок мира     | Смешанная эстафета | Хохфильцен         | 1-й  | 2+0      | 13-й      |
| 2011/12 | Чемпионат мира | Смешанная эстафета | Рупольдинг         | 2-й  | 1+0      | 2-й       |
| 2012/13 | Кубок мира     | Смешанная эстафета | Эстерсунд          | 2-й  | 1+0      | 6-й       |
| 2012/13 | Чемпионат мира | Смешанная эстафета | Нове-Место         | 2-й  | 0+0      | 5-й       |
| 2012/13 | Чемпионат мира | Эстафета           | Нове-Место         | 1-й  | 1+0      | 17-й      |

### Выступления на чемпионатах мира и Олимпиадах
| Сезон | ИГ   | СГ   | ГП   | МС   | КЭ   | СЭ   |
| ----- | ---- | ---- | ---- | ---- | ---- | ---- |
| 2004  | 51-я | 67-я |      |      | 10-я |      |
| 2005  | 18-я |      |      |      | 8-я  | 9-я  |
| 2006  | 18-я | 14-я | 16-я | 19-я | 6-я  | 7-я  |
| 2007  | 13-я | 11-я | 7-я  | 15-я | 4-я  | 4-я  |
| 2008  | 6-я  | 32-я | 31-я | 14-я | 12-я | 9-я  |
| 2009  | 2-я  | 64-я |      | 13-я |      | 12-я |
| 2010  | DSQ  | DSQ  | DSQ  | DSQ  | DSQ  |      |
| 2011  | 30-я | 14-я | 18-я | 5-я  |      | 16-я |
| 2012  | 11-я | 11-я | 12-я | 13-я |      | 2-я  |
| 2013  | 25-я | 39-я | 32-я | 8-я  | 17-я | 5-я  |